# Crocodilurus amazonicus
Crocodilurus amazonicus (амазонійський крокодилохвіст або джакарерана) — вид ящірок родини теїдових (Teiidae). Мешкає в Південній Америці. Це єдиний представник монотипового роду Ephalophis.

## Поширення і екологія
Амазонійські крокодилохвости мешкають на сході Колумбії і північному сході Перу, у Венесуелі, в Бразильський Амазонії (Амазонас, Пара, Амапа, Мату-Гросу, Рорайма, Рондонія) і Французькій Гвіані. Вони живуть на порослих тропічними лісами берегах річок і озер. Ведуть напівводний спосіб життя. Живляться амфібіями, плазуаами, рибою, крабами і павуками. Хребетні становить третину від всього раціону.